# Universität Paris V
Die Universität Paris V oder Universität Paris Descartes war eine der Pariser Universitäten. Sie hatte ihren Hauptsitz im Quartier Latin, besaß jedoch neun weitere Areale in und um Paris. Die 1971 gegründete, staatliche Hochschule trug den Namen des französischen Philosophen und Naturwissenschaftlers René Descartes und hatte rund 38.000 Studenten.
Seit Anfang 2019 ist die Universität zusammen mit der Universität Paris VII zur Université Paris Cité fusioniert.

## Fakultäten

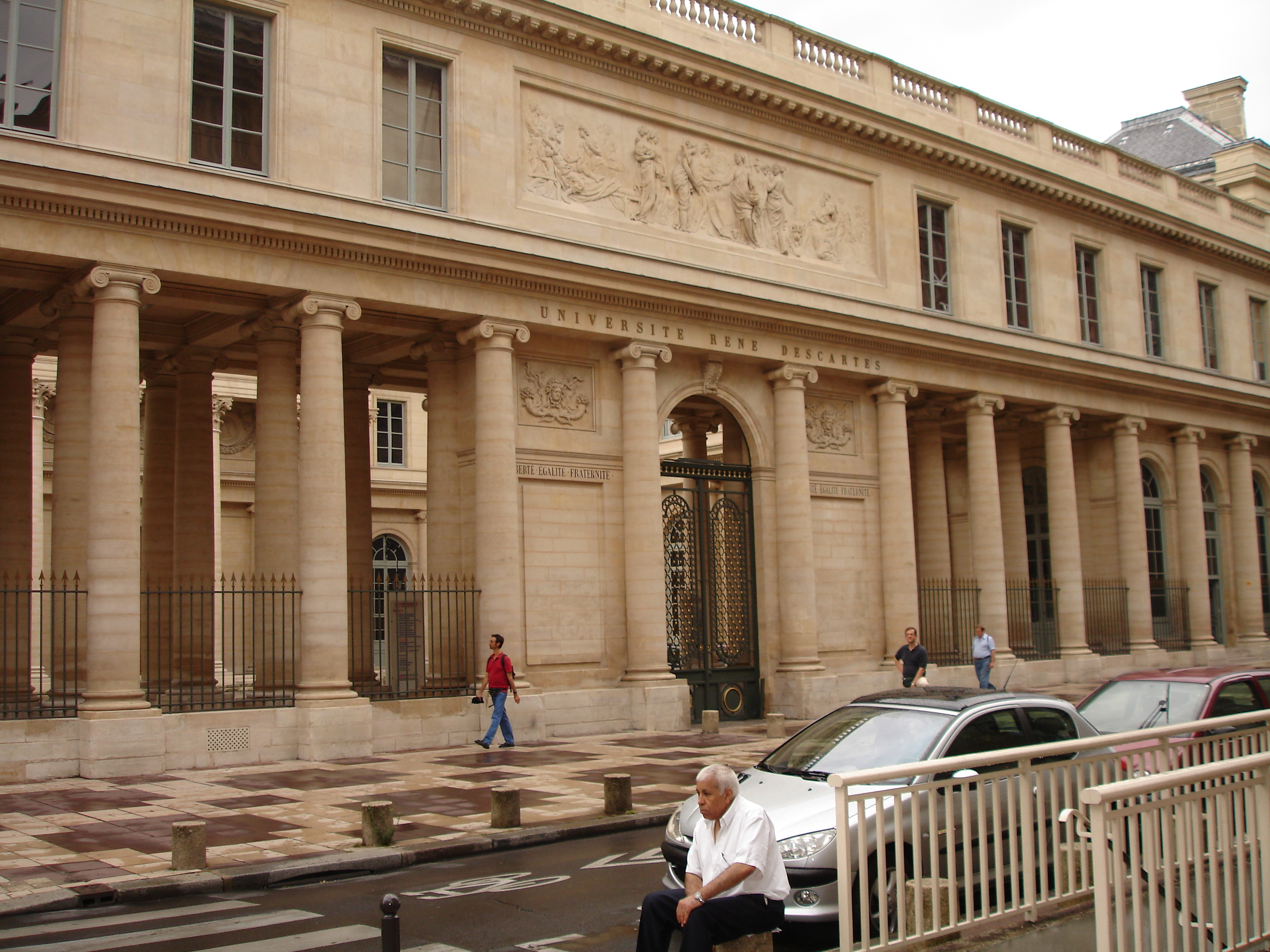
Haupteingang der Universität

Die Universität hatte insgesamt 10 Fakultäten. Ihre Medizinische Fakultät war die größte ihrer Art in Frankreich.
| Fakultät für                                                         | Campus                                                                         |
| -------------------------------------------------------------------- | ------------------------------------------------------------------------------ |
| Zahnchirurgie                                                        | 1, rue Maurice Arnoux, Montrouge                                               |
| Medizin                                                              | 15, rue de l'École de Médecine, 6. Arrondissement (Paris)                      |
| Recht                                                                | 12, av. Pierre Larousse, Malakoff                                              |
| Sportwissenschaften                                                  | 1, rue Lacretelle, 15. Arrondissement (Paris)                                  |
| Biomedizin                                                           | 45, rue des Saints-Pères, 6. Arrondissement (Paris)                            |
| Mathematik und Informatik                                            | 45, rue des Saints-Pères, 6. Arrondissement (Paris)                            |
| Ingenieurwissenschaften (Institut universitaire de technologie, IUT) | 143, avenue de Versailles, 16. Arrondissement (Paris)                          |
| Pharmazie und Biologie                                               | 4, av. de l'Observatoire, 6. Arrondissement (Paris)                            |
| Psychologie                                                          | 71, avenue Edouard Vaillant, Boulogne-Billancourt (Département Hauts-de-Seine) |
| Geistes- und Sozialwissenschaften                                    | 45, rue des Saints-Pères, 6. Arrondissement (Paris)                            |

## Bekannte Hochschullehrer
- Axel Kahn, Genetiker
- Bruno Varet
- Erwan Dianteill, Ethnologe
- Olivier Schwartz, Soziologe
- Michel Maffesoli, Soziologe
- Olivier Martin, Soziologe
- Hervé Morin, Politiker, Publizist
- François de Singly, Soziologe
- Alain Bentolila, Sprachwissenschaftler
- Patrick Berche, Bakteriologe
- Daniel Mansuy, Mitglied der Académie des sciences
- Pierre-Henri Castel, Philosoph und Psychologe
- Alain Fischer, Immunologe
- Rebecca Rogers, Bildungshistorikerin
- André Martinet, Sprachwissenschaftler
- Frédéric Rouvillois, Jurist und Schriftsteller
- Éric Canal-Forgues, Jurist
- Alain Carpentier, Kardiologe, Preisträger Albert-Lasker
- Frédéric Dardel, Molekularbiologe
- Guido Kroemer, Molekularbiologe
- Alberto Eiguer, Psychologe
- Lê Thành Khôi, Bildungswissenschaftler

## Alumni
- Jean-Laurent Casanova (* 1963), Mediziner
- Lucienne Chatenoud (* 1956), Immunologin
- Aymeric Chauprade (* 1969), Politikwissenschaftler
- Éric Chevallier (* 1960), Diplomat
- Aboukar Abdoulaye Diori (* 1975), Diplomat
- François Fillon (* 1954), Politiker, Premierminister Frankreichs
- Aminatou Gaoh (* 1961), Diplomatin
- Claude Hagège (* 1936), Linguist
- Abderrahim Harouchi (1944–2011), Arzt und Politiker
- Guy Henniart (* 1953), Mathematiker
- Christoph Klein (* 1964), Kinderarzt
- Chékou Koré Lawel (* 1957), General
- Hervé Morin (* 1961), Politiker
- Nahed Ojjeh (* 1959), Geschäftsfrau
- Christine Petit (* 1948), Medizinerin
- Dominique Stich (* 1951), Romanist